# Repetición instantánea

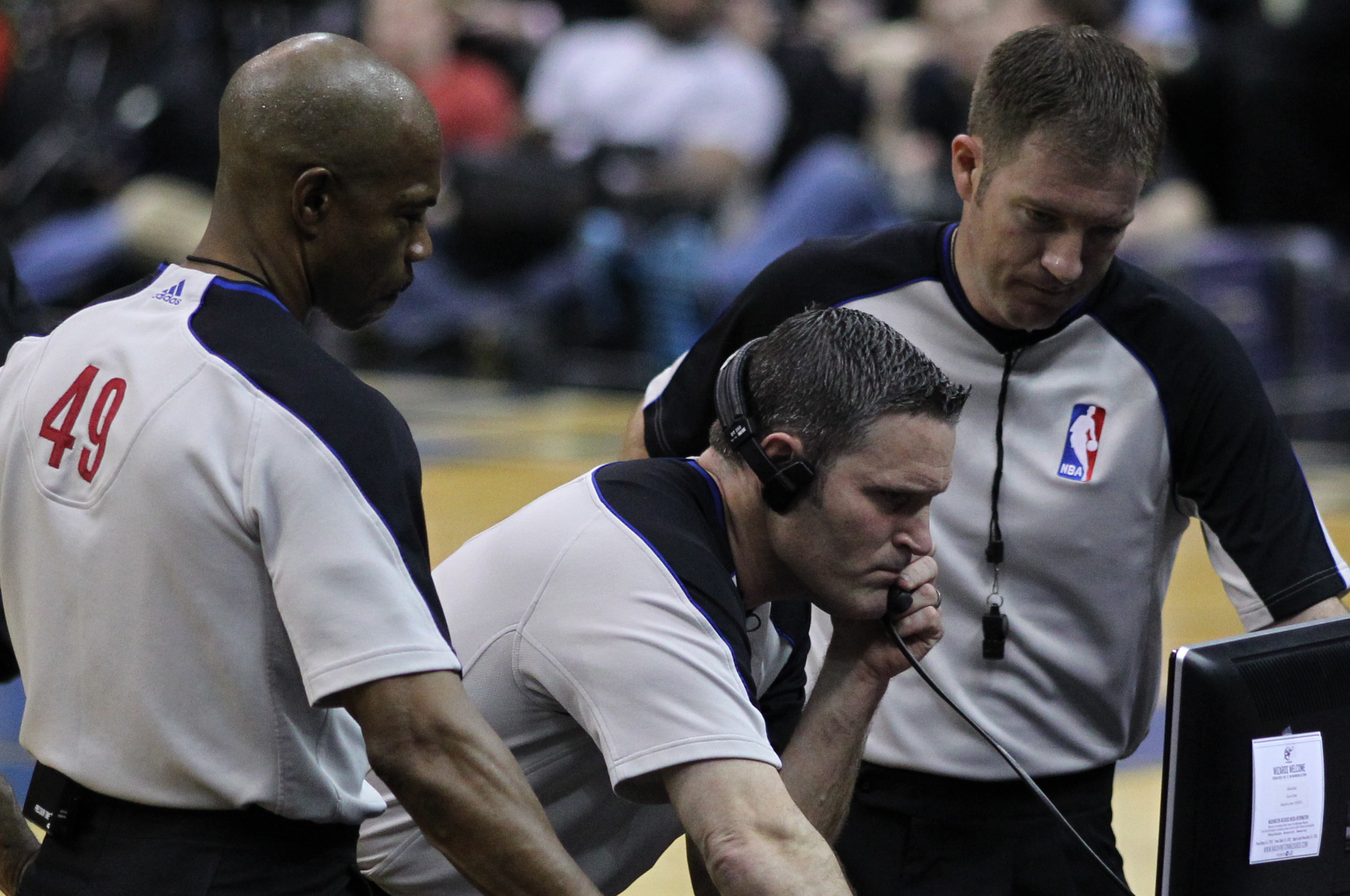
Árbitros de la NBA revisando una jugada.

La repetición instantánea es una tecnología de imagen utilizada principalmente en competiciones deportivas, gracias a la cual se puede volver a mostrar una jugada para aclarar los detalles de la misma con un lapso de tiempo realmente breve. Algunos deportes permiten anular las decisiones oficiales después de la revisión de una determinada acción. La reproducción instantánea se usa más comúnmente en deportes, pero también se usa en otros campos de la televisión en vivo. Mientras que el primer sistema de reproducción casi instantánea se desarrolló y usó en Canadá, la primera reproducción instantánea se desarrolló e implementó en los Estados Unidos.

## Historia
Durante una transmisión de un partido de hockey sobre hielo por parte de la televisión canadiense en 1955, el productor George Retzlaff utilizó una repetición de "película húmeda" (kinescopio), que se emitió varios minutos después. La cinta de vídeo se introdujo en 1956 con el sistema Ampex Quadruplex. Sin embargo, era incapaz de mostrar cámara lenta, repetición instantánea o fotogramas congelados, y era difícil rebobinar y establecer puntos de índice.
El final del combate de boxeo del 24 de marzo de 1962 entre Benny Paret y Emile Griffith se revisó unos minutos después de que la pelea terminó, en cámara lenta, por Griffith y el comentarista Don Dunphy. En retrospectiva, se ha citado como el primer uso conocido de la reproducción en cámara lenta en la historia de la televisión.
El director de deportes de la CBS, Tony Verna, utilizó un sistema para permitir que un equipo de video estándar reprodujera instantáneamente el 7 de diciembre de 1963, para la cobertura del clásico Army-Navy de fútbol americano del ejército de los EE. UU. La máquina de repetición instantánea pesaba 590 kg. Después de problemas técnicos, la única transmisión de repetición fue el touchdown de Rollie Stichweh. Se repitió a la velocidad original, con el comentarista Lindsey Nelson aconsejando a los espectadores "¡Damas y caballeros, el Ejército no volvió a anotar!" El problema con la tecnología más antigua fue la dificultad de encontrar el punto de partida deseado; El sistema de Verna utilizó tonos de audio activados como un evento interesante que se desarrolló y que los técnicos pudieron escuchar durante el proceso de rebobinado.
La repetición de una grabación analógica en una unidad de disco fue probada por la CBS en 1965, y comercializada en 1967 por Ampex HS-100, la cual tenía una capacidad de 30 segundos y la opción de congelar la imagen.

## Deportes que usan el asistente de vídeo

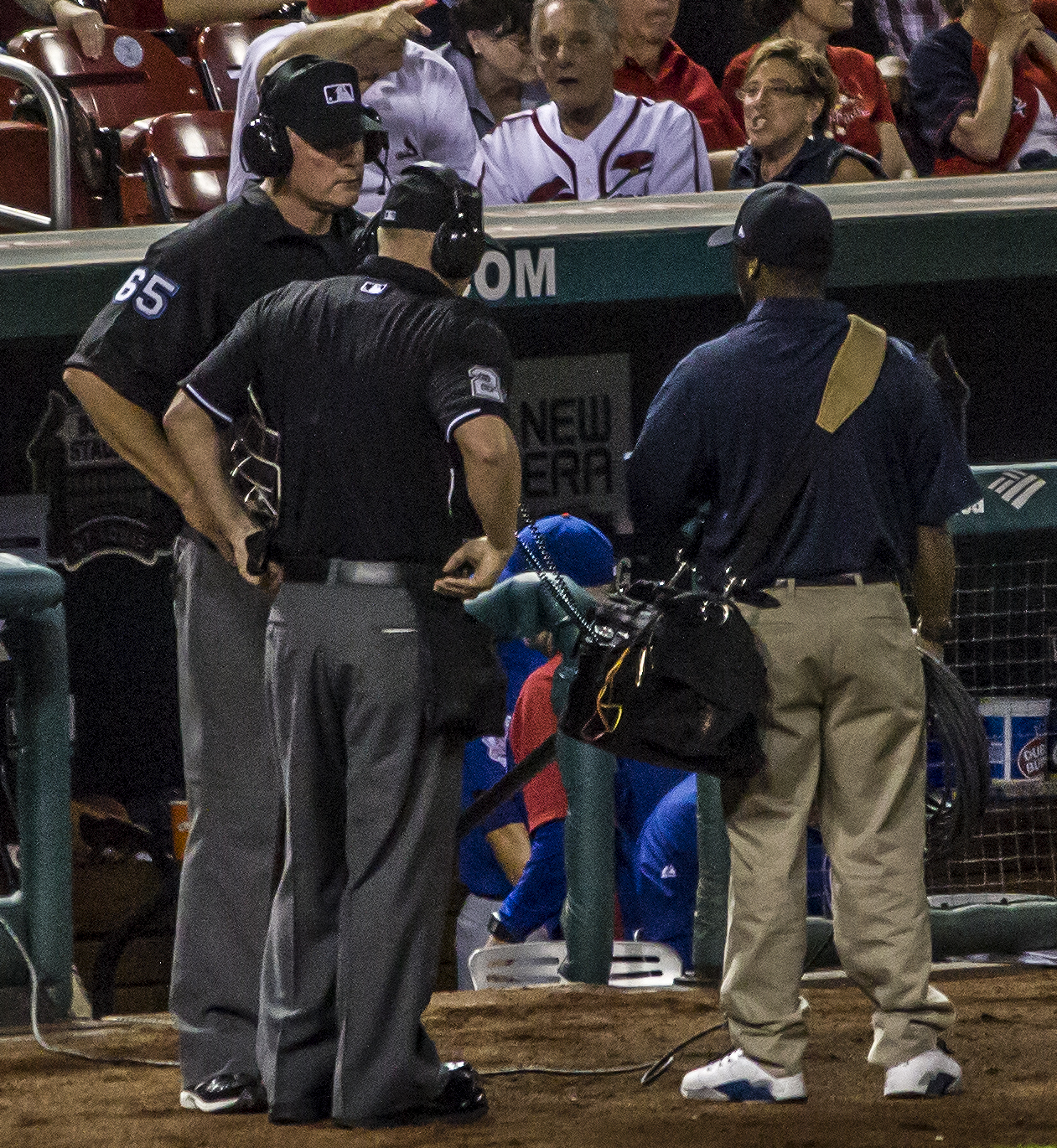
Árbitros de béisbol esperando la resolución de la repetición instantánea.

- Béisbol
- Baloncesto
- Esgrima
- Fútbol
- Fútbol americano
- Fútbol canadiense
- Hockey sobre hierba
- Hockey sobre hielo
- Judo
- Karate
- Rugby a 13
- Rugby a 15
- Squash
- Taekwondo
- Tenis
- Voleibol